# 楊大鯤
杨大鲲（1641年—1684年），字陶云，一字九搏、晓屏。毗陵人，清朝政治人物。

## 生平
崇祯十四年（1641年）出生。顺治十四年舉人，順治十六年三甲第八十九名進士，改庶吉士，升迁新建丞，拔擢九江知府。康熙二十年，因军功升贵西分巡道，驻守安顺。康熙二十二年，官山东按察使，康熙帝曰：“杨大鲲朝觐时，朕观其人甚优，着补此缺。”康熙二十三年（1684年）卒於任上。

## 家族
父楊廷鑑，明朝末位狀元。
杨大鲲無子，管棆過繼為杨大鲲之子。